# História militar dos estados Cruzados
 A história militar dos Estados Cruzados começa com a formação do Condado de Edessa em 1097 e termina com a perda de Ruad em 1302, o último reduto cristão na Terra Santa.

## Guerra com os Seljúcidas
A guerra entre Seljúcidas e Cruzados começou quando a Primeira Cruzada tomou território dos Turcos Seljúcidas durante o Cerco de Niceia em 1097 e durou até 1128, quando Zengi se tornou atabeg de Alepo. A partir desse momento, a principal ameaça aos Cruzados a partir do leste e norte passou a ser a Zengidas. O conflito foi geralmente travado entre Cruzados europeus e os Turcos Seljúcidas e seus vassalos. Os emirados muçulmanos da Síria ocasionalmente se aliavam aos Cristãos contra estados rivais.

### Primeira Cruzada
Em 1097, os Cruzados tomaram Niceia de sua guarnição seljúcida, avançando de lá para a Anatólia. Na Batalha de Dorileia, o principal exército turco-seljúcida foi derrotado. Em 1097, o exército franco sitiou Antioquia, que caiu em 1098. Eles repeliram com sucesso um exército enviado pelo sultão seljúcida em Bagdá. A maior parte do exército latino seguiu adiante e tomou Ma'arrat al-Numan.
Após o cerco, muitos dos emires locais cooperaram com os Cristãos na esperança de que eles avançassem e atacassem o território de outro governante. Logo os Cruzados saíram do território seljúcida e capturaram Jerusalém dos Fatímidas no Cerco de Jerusalém.

### Reveses dos Cruzados 1100–1104
Os sucessos Cruzados subitamente chegaram ao fim quando Boemundo I de Antioquia foi capturado pelos turcos Danishmend na Batalha de Melitene em 1100. A Cruzada de 1101 terminou em desastre quando três colunas separadas de Cruzados foram emboscadas e aniquiladas por exércitos seljúcidas na Anatólia central. Alguns dos comandantes sobreviveram, mas a maior parte dos soldados de infantaria e seguidores do acampamento foram escravizados ou massacrados. Uma derrota decisiva dos Cruzados na Batalha de Harã em 1104 “encerrou permanentemente a expansão franca em direção ao Eufrates.”

### Consolidação Cruzada 1105–1109
Em 1105, Toghtekin de Damasco enviou uma força turca para ajudar o Egito Fatímida, mas a força combinada foi derrotada na Terceira Batalha de Ramla. Naquele ano, na Batalha de Artah, o Principado de Antioquia sob o comando de Tancredo obteve uma vitória sobre Fakhr al-Mulk Radwan de Alepo, deixando a cidade na defensiva. O cerco de sete anos a Trípoli terminou em 1109, quando o porto caiu e se tornou a capital do Condado de Trípoli.

### Contra-ataque Seljúcida 1110–1119
A partir de 1110, Sultão Muhammad I de Bagdá ordenou contra-ataques aos Estados Cruzados por seis anos. Em 1110, 1112 e 1114, a cidade de Edessa foi alvo; Galileia foi invadida em 1113; e em 1111 e 1115, as posses latinas a leste do Rio Orontes entre Alepo e Shaizar."
Na Batalha de Shaizar (1111), o rei Balduíno I de Jerusalém enfrentou o exército de Mawdud de Mossul em escaramuças prolongadas ao redor das muralhas de Shaizar. Mawdud derrotou o exército de Balduíno na Batalha de Al-Sannabra em 1113. Após uma campanha prolongada, o exército de Bursuq ibn Bursuq de Hamadã foi disperso pelo exército de Rogério de Salerno em 1115 na Batalha de Sarmin. Os estados sucessores seljúcidas continuaram a guerra contra os Estados francos.
O exército de Najm ad-Din Ilghazi ibn Artuq destruiu o exército de campo de Antioquia e matou Rogério de Salerno na Batalha de Ager Sanguinis em junho de 1119. Balduíno II de Jerusalém reparou a situação, reforçando rapidamente Antioquia com forças do Reino de Jerusalém e do Condado de Trípoli, vencendo a Batalha de Hab em agosto.

### Consolidação Cruzada 1120–1128
Em 1124, Tiro caiu para os Cruzados. Em 1125, os Cruzados triunfaram na Batalha de Azaz, colocando Alepo novamente na defensiva. No entanto, embora os Cruzados tenham obtido sucesso em campo na Batalha de Marj al-Saffar em 1126, suas baixas foram significativas a ponto de não conseguirem capturar Damasco.

## Guerra com os Zênguidas
A guerra com os Zengidas começou quando Zengi assumiu o governo de Alepo em 1128 e terminou quando seu filho Nur ad-Din, governante de Alepo e Damasco, morreu em 1174. Embora os Zengidas fossem tecnicamente Seljúcidas, eles representavam uma ameaça própria aos Estados Cruzados.

### Imad-ud-din Zengi
Em 1127, Imad-ud-din Zengi foi confirmado como atabeg de Mossul pelo sultão Seljúcida Mahmud II. Quando também se tornou governante de Alepo no ano seguinte, os recursos combinados das duas cidades o transformaram em uma grande ameaça aos Estados Cruzados. No entanto, Zengi primeiro tramou contra os emirados de Homs e Damasco.
Em 1135, Imad-ud-din Zengi avançou contra o Principado de Antioquia franco. Quando os Cruzados não conseguiram colocar um exército em campo para enfrentá-lo, ele capturou as cidades sírias de Atharib, Zerdana, Ma'arrat al-Numan e Kafr Tab. Ele derrotou o rei Fulk de Jerusalém em 1137 na Batalha de Ba'rin. Depois disso, tomou o castelo de Ba'rin, que os Cruzados nunca recuperaram. Em 1138, ele ajudou a repelir um ataque franco–bizantino a Shaizar. Devido aos seus esforços contínuos para tomar Damasco, essa cidade às vezes se aliou ao Reino de Jerusalém latino.
A maior realização da carreira de Imad-ud-din Zengi ocorreu quando ele marchou contra o estado cristão do Condado de Edessa enquanto a maior parte de suas forças estava em campanha em outro lugar. No Cerco de Edessa, ele tomou a cidade de assalto. A porção ocidental do Condado de Edessa permaneceu em mãos cruzadas por apenas alguns anos antes de ser extinta.
Zengi foi assassinado por um escravo franco em 1146. Foi sucedido em Alepo por seu segundo filho Nur-ud-din Zengi, enquanto seu filho mais velho, Saif ad-Din Ghazi I, herdou Mossul.

### Nur-ud-din Zengi
Nur-ud-din Zengi reprimiu uma breve tentativa dos francos de reocupar Edessa em 1146. No ano seguinte, ajudou a cidade rival, Damasco, a repelir uma expedição cruzada na Batalha de Bosra. Em 1148, a Segunda Cruzada foi forçada a suspender o Cerco de Damasco quando os exércitos de Nur-ud-din Zengi e de seu irmão Saif apareceram nas proximidades. Ele aniquilou o exército de Antioquia na Batalha de Inab em 1149.
Nur-ud-din Zengi tornou-se suserano de Mossul em 1149. Logo depois da Batalha de Aintab em 1150, conquistou o restante do Condado de Edessa. Nos anos seguintes, voltou-se para Damasco, exceto por um breve período em que tomou o porto cruzado de Tortosa em 1152. Em um golpe, finalmente tomou o controle de Damasco em 1154. Nos anos seguintes, envolveu-se nos assuntos de Mossul. Em 1157, derrotou os francos na Batalha do Lago Hule.
Em 1163, o rei Amalrico de Jerusalém iniciou as Invasões cruzadas no Egito contra o desintegrado Califado Fatímida. Para conter isso, Nur-ud-din Zengi enviou suas próprias forças para intervir na guerra civil fatímida. Naquele ano, foi derrotado na Batalha de al-Buqaia na Síria. Em 1164, obteve uma grande vitória sobre os Cruzados na Batalha de Harim e tomou Banias. No Egito, seu general Xircu venceu a Batalha de al-Babein em 1167, mas a guerra se arrastou. Xircu triunfou em 1169, mas morreu logo em seguida.
Xircu foi sucedido por seu tenente Saladino, unificando todos os territórios zênguidas em um vasto império. No entanto, o novo governante do Egito se recusou a agir como vassalo de Nur-ud-din Zengi. Saladino proclamou-se Sultão em 1171 e fundou a dinastia Aiúbida. Nur-ud-din Zengi planejava atacar o subordinado rebelde, mas morreu em 1174. Com sua morte, o império zênguida se desfez.

## Guerras com o Egito Fatímida
A guerra com o Egito Fatímida começou quando a Primeira Cruzada invadiu o território fatímida e iniciou o Cerco de Jerusalém em 1099. Logo depois, os Cruzados tomaram a cidade de assalto e a saquearam violentamente.

### Jerusalém
O Egito Fatímida havia acabado de retomar Jerusalém dos Seljúcidas quando a Primeira Cruzada chegou pelo norte. Em 15 de julho de 1099, os Cruzados invadiram com sucesso a cidade e a saquearam violentamente.
Os Cruzados destruíram uma tentativa inicial dos Fatímidas de retomar a cidade sagrada ao vencerem a Batalha de Ascalão em 1099. Mesmo assim, os egípcios conseguiram manter a fortaleza-chave, que serviu como ponto de partida para incursões contra o recém-estabelecido Reino de Jerusalém até 1153, quando caiu no Cerco de Ascalão.

### Contra-ataque Fatímida
O competente vizir do Egito, Al-Afdal Shahanshah, lançou uma série de campanhas “quase anuais” contra o reino cruzado de 1100 a 1107. Os exércitos egípcios lutaram três grandes Batalhas de Ramla em 1101, 1102 e 1105, mas não tiveram sucesso final. Depois disso, o vizir se contentou em lançar incursões frequentes ao território franco a partir de sua fortaleza costeira de Ascalão. Em 1121, al-Afdal foi assassinado.
O novo vizir, Al-Ma'mum, organizou uma grande invasão de terras cruzadas. Isso fracassou na Batalha de Yibneh em 1123. Para se proteger contra as incursões de Ascalão, os Cruzados começaram a cercar o porto estratégico com um anel de castelos. Construídas entre 1136 e 1149, as fortalezas estavam em Ibelin (Yibneh), 32 km a noroeste de Ascalão, Blanchegarde (Tell es-Safi), 24 km a leste-nordeste, Beth Gibelin (Bait Jibrin), 29 km a leste, e Gaza, 20 km ao sul-sudoeste.

### Fraqueza Fatímida
Após a queda de Ascalão, o Egito deixou de ser uma ameaça aos Estados Cruzados até a ascensão de Saladino. O governo fatímida se fragmentou em facções em guerra. De 1163 a 1169, o Egito se tornou o prêmio de uma disputa entre o rei Amalrico de Jerusalém e Nur ed-Din da Síria, pois as facções fatímidas convidavam um ou outro lado a intervir em sua guerra civil.
Em 1169, o general de Nur ed-Din, Xircu, tomou Cairo pela última vez e proclamou-se governante do Egito, morrendo subitamente dois meses depois. Nur ed-Din nomeou o jovem sobrinho de Xircu, Saladino, como seu sucessor. Conforme ordenado por seu patrocinador, Saladino reprimiu com rigor o Islã xiita no Egito, que havia florescido sob os Fatímidas. Mas, em vez de agir como vassalo de Nur ed-Din, Saladino consolidou o poder em suas próprias mãos. Ele depôs o último califa fatímida em 1171.

### Exércitos Cruzados
Um exército cruzado típico consistia em um núcleo de cavalaria pesada (cavaleiros) em cota de malha armados com lanças e espadas. Esses cavaleiros eram apoiados por um contingente muito maior de infantaria armada com arcos e lanças. A carga da cavalaria pesada franca desenvolvia um poder de choque enorme. Com certa hipérbole, a estudiosa bizantina contemporânea Ana Comnena observou que um franco a cavalo poderia “abrir um buraco através dos muros da Babilônia.” Às vezes, os cavaleiros eram acompanhados por escudeiros montados ou turcópolos, que eram menos pesadamente armados. Enquanto a cavalaria cruzada representava a principal força ofensiva em batalha, eles “teriam sido absolutamente inúteis se não fossem apoiados pela infantaria.”
Frequentemente, a infantaria abria a batalha com uma salva de flechas, enquanto a cavalaria estava na retaguarda. Quando aparecia uma oportunidade para um ataque de cavalaria bem-sucedido, a infantaria abria fileiras para permitir o avanço dos cavaleiros pesadamente protegidos. Se os cavaleiros sofressem um revés, poderiam recuar para trás dos soldados de infantaria. A infantaria franca tinha considerável poder defensivo, mas não podia resistir por muito tempo sem o apoio de sua cavalaria pesada.

### Exércitos Fatímidas
Os exércitos egípcios do período baseavam-se em grande número de arqueiros de infantaria sudaneses, apoiados por cavalaria árabe e berbere. Como os arqueiros estavam a pé e os cavaleiros aguardavam o ataque com lança e espada, um exército fatímida fornecia exatamente o tipo de alvo imóvel que a cavalaria pesada franca podia atacar com eficácia. Exceto na terceira batalha de Ramla em 1105, quando Toghtekin de Damasco enviou um contingente de Turcos Seljúcidas para ajudar os egípcios, os Fatímidas não empregavam cavaleiros arqueiros.
Enquanto os Cruzados desenvolveram um respeito cauteloso pelas táticas de cerco e hostilização dos cavaleiros arqueiros turcos, tendiam a menosprezar a eficácia dos exércitos egípcios. Embora o excesso de confiança tenha levado a um desastre cruzado na segunda batalha de Ramla, o resultado mais frequente era a derrota dos Fatímidas. “Os francos nunca, até o reinado de Saladino, temeram os egípcios como temiam os exércitos muçulmanos da Síria e Mesopotâmia”.

## Guerras com os Aiúbidas
As Guerras Aiúbidas–Cruzadas começaram quando as tréguas tentadas após as Guerras Zênguidas–Cruzadas e Fatímidas–Cruzadas, e conflitos semelhantes, foram violadas por figuras como Sir Reynald de Châtillon, Mestre Edessa Conde Joscelin de Courtenay III, Grão-Mestre da Ordem dos Templários Sir Odo de St Amand e, posteriormente, por Grão-Mestres da Ordem dos Templários como Sir Gérard de Ridefort, bem como por fanáticos religiosos, incluindo recém-chegados da Europa. Também por tentativas de pessoas como Salāḥ ad-Dīn Ayyūb e Sua Dinastia Aiúbida e seus exércitos sarracenos, que, depois de se tornarem líderes em sucessão a Nur ad-Din, haviam jurado punir homens como Sir Reynald e talvez assim reconquistar Jerusalém para os muçulmanos. A Batalha de Montgisard, A Batalha do Castelo Belvoir e também Os Dois Cercos do Castelo de Kerak foram algumas vitórias para os Cruzados, enquanto A Batalha de Marj Ayyun, O Cerco do Castelo de Chastellet no Vau de Jacó, A Batalha de Cresson, A Batalha de Hatim e o Cerco de Jerusalém de 1187 foram todos vencidos pelos exércitos muçulmanos sarracenos da Dinastia Aiúbida e de Salāḥ ad-Dīn Ayyūb, levando aos acontecimentos da Terceira Cruzada.

## Guerra dos Lombardos
A Guerra dos Lombardos (1228–1242) foi uma guerra civil no Reino de Jerusalém e no Reino de Chipre entre os “Lombardos” (também chamados de imperialistas), os representantes do Imperador Frederico II, em grande parte vindos da Lombardia, e a aristocracia local, liderada inicialmente pela família Ibelin e depois pelos Montfort. A guerra foi provocada pela tentativa de Frederico de controlar a regência de seu jovem filho, Conrado II de Jerusalém. Frederico e Conrado representavam a dinastia Hohenstaufen.

## Forças Cruzadas
O exército da Primeira Cruzada que chegou à Ásia Menor em 1097 era um tipo de peregrinação armada. Uma expedição anterior, a Cruzada Popular, composta por camponeses e cavaleiros de baixa patente, chegou à Ásia Menor em agosto de 1096, mas foi decisivamente derrotada pelos seljúcidas um mês depois, em outubro. A força posterior, chamada de Cruzada dos Príncipes, que teve sucesso em tomar Jerusalém e dar início aos Estados Cruzados, era representativa dos exércitos europeus. Os exércitos cruzados continham cavalaria pesada, infantaria e tropas de longo alcance, como arqueiros ou besteiros. A liderança original era geralmente composta por cavaleiros de alta patente da região que hoje corresponde à França e Bélgica. Posteriormente, outros monarcas da Europa Ocidental participaram, como Frederico I, Sacro Imperador Romano do Sacro Império Romano-Germânico e Ricardo I de Inglaterra na Terceira Cruzada de 1189–1192. A longa distância até o Oriente Médio e a dificuldade em atravessar territórios muitas vezes hostis resultavam em os Cruzados serem relativamente poucos em comparação com as nações preexistentes ao redor. Havia apelos regulares dos Estados Cruzados por reforços, na tentativa de resolver esse problema. Vários desses apelos culminaram em novas Cruzadas.

### Táticas
As táticas seguidas pelos Cruzados variavam de acordo com o comandante na época e dependiam das forças de cada exército. Os Cruzados eram geralmente menos móveis do que seus inimigos, especialmente os Turcos Seljúcidas, que usavam regularmente cavaleiros arqueiros. Entretanto, a cavalaria pesada cruzada tinha uma carga poderosa que podia decidir muitas batalhas. Onde há registros, vários aspectos comuns podem ser observados. Ataques-surpresa e emboscadas eram frequentes e geralmente eficazes, sendo usados tanto pelos Cruzados quanto por seus inimigos. Exemplos de ataques-surpresa incluem a Batalha de Dorileia (1097), a Batalha de Ascalão (1099) e a Batalha do Lago Hule (1157). Contra cavaleiros arqueiros como os usados pelos Seljúcidas, batalhas de perseguição eram comuns. Nessas situações, os Cruzados mantinham uma formação de marcha fechada enquanto eram hostilizados por cavaleiros arqueiros móveis. Geralmente as forças oponentes não podiam ou não queriam tentar romper a formação. Esse tipo de batalha costumava não ter um resultado claro. Exemplos incluem a Batalha de Bosra (1147) e a Batalha de Aintab (1150). Esse uso de tropas relativamente bem protegidas para cobrir os soldados e arqueiros menos equipados também foi visto na formação empregada por Boemundo de Tarento durante a Batalha de Dorileia (1097). Embora com frequência não houvesse resultado decisivo em batalhas de perseguição, poderia surgir a chance de os Cruzados carregarem contra forças inimigas despreparadas e desorganizadas, resultando em vitória decisiva, como ocorreu na Batalha de Arsuf (1191), ainda que não fizesse parte do plano inicial. Contra as forças fatímidas, compostas por arqueiros de infantaria e cavalaria leve corpo a corpo, os Cruzados podiam usar mais efetivamente sua cavalaria pesada, obtendo resultados decisivos. Isso pode ser visto na Primeira Batalha de Ramla (1101) e na Terceira Batalha de Ramla (1105). Na Segunda Batalha de Ramla (1102), informações de inteligência incorretas quase levaram à destruição completa de uma pequena força cruzada.
Essas táticas eram ditadas pelas tropas disponíveis. Os soldados mais abastados dos Cruzados, como os cavaleiros, eram individualmente superiores em combate corpo a corpo a qualquer cavalaria da região naquela época e eram relativamente imunes a flechas graças à sua armadura. Mesmo assim, tendiam a ser indisciplinados diante de saraivadas de flechas. Os Seljúcidas tentavam explorar isso em várias ocasiões, atraindo pequenos grupos de cavaleiros para longe do corpo principal, onde podiam ser destruídos em partes por um número superior de inimigos. Um exemplo de retirada fingida por cavaleiros seljúcidas pouco protegidos, resultando em vantagem tática e cerco de uma força cruzada, ocorreu na Batalha de Azaz (1125). Uma tática alternativa ou de apoio às retiradas fingidas, empregada pelos Seljúcidas e outros, era o assédio à linha cruzada para desorganizá-la e deixá-la aberta a um ataque coeso de cavalaria. Os generais cruzados precisavam ser cautelosos para manter a disciplina diante das baixas causadas pelas flechas e manter reservas de cavalaria pesada para repelir ataques de sondagem. Note-se que esta análise baseia-se principalmente no exame de algumas batalhas entre 1097 e meados do século XII e, portanto, não abrange todas as táticas do período cruzado, que se estendeu até 1302.
As duas famosas ordens cruzadas, os Cavaleiros Hospitalários e os Cavaleiros Templários, lutavam de forma semelhante e muito parecida com a maioria dos outros cavaleiros, embora os Templários em geral constituíssem uma força mais agressiva (mesmo fora do reino cruzado, como na Reconquista). Como resultado, sofriam mais baixas; de fato, a ordem quase foi destruída várias vezes ao longo do período das Cruzadas, como na Batalha de Hatim. Também participaram de muitas defesas no reino cruzado, por exemplo o cerco de Antioquia e, finalmente, o cerco de Acre, realizando muitos contra-ataques em tentativas desesperadas de impedir que as cidades caíssem nas mãos do inimigo. Além disso, mantinham alguns dos castelos mais fortes do reino, como o Crac dos Cavaleiros, controlado principalmente pelos Hospitalários.

### Pontos fortes
Os soldados cruzados usavam armaduras muito mais pesadas do que seus equivalentes sarracenos. O único método defensivo eficaz para enfrentar as táticas de “bater e correr” empregadas pelos sarracenos era formar um muro de escudos e torcer para que a armadura fosse espessa o suficiente. Arqueiros e/ou besteiros podiam então disparar suas próprias flechas de dentro do muro de escudos. Para enfrentar o calor, muitos cavaleiros usavam um tabardo sob a armadura para isolá-los do metal que, sob o sol, poderia queimar sua pele. Mais tarde, os sarracenos empregaram tropas mais pesadas, mas a maioria dos soldados provinha da população local do levante, que naturalmente não usava muita armadura.
Assim, os Cruzados costumavam ser mais pesadamente equipados do que seus inimigos, e poucos destes conseguiam resistir a uma carga de cavalaria pesada, a menos que os cavaleiros estivessem em minoria numérica significativa.
Os cruzados também eram um grupo de soldados muito determinado, suportando o calor de uma terra estrangeira, sobrevivendo com quantidades mínimas de água (e, no caso da Primeira Cruzada, quantidades mínimas de comida). Muitos teriam feito longas viagens por terra, exaustivas ao extremo, ou então por mar, onde diversos companheiros poderiam ter morrido ou se perdido em tempestades. Os que chegavam eram os melhores, e os soldados cruzados eram pelo menos tão determinados quanto seus oponentes. Um exemplo clássico é o Cerco de Antioquia, onde os cruzados, apesar de estarem em menor número, foram inspirados e finalmente expulsaram um exército maior de turcos seljúcidas. Muitos argumentam que a vitória se deu mais por disputas internas entre as várias tribos turcas do exército do que pelo zelo cristão inspirado pela Lança de Longino, supostamente encontrada na cidade.
Às vezes, os Cruzados conseguiam reunir um grande exército. Sob o comando de Ricardo Coração de Leão, havia cerca de 40 000 homens no auge da Terceira Cruzada. Poderia ter havido ainda mais, mas o enorme exército do Imperador do Sacro Império Romano se desfez após sua morte.
Os castelos cruzados permitiram aos invasores cristãos assegurar seu território no Levante. Construindo muitas fortificações bem abastecidas de água e comida, podiam resistir indefinidamente, a menos que o suprimento fosse cortado, que o inimigo se infiltrasse no forte (caso do Crac dos Cavaleiros) ou que um exército grande o bastante fosse reunido contra eles em um cerco, como ocorreu com Saladino, que só capturou Jerusalém depois de destruir o exército cruzado em Hatim. Após o período cruzado, isso ocorreu com a própria Constantinopla. Batalhas campais eram evitadas sempre que possível, a menos que a situação política as exigisse, devido a problemas de mão de obra, logística e às dificuldades de marchar soldados em armaduras sob clima tão quente.

### Fraquezas
Os Cruzados às vezes não eram coesos, e suas táticas careciam de flexibilidade. Os soldados cruzados também não eram muito disciplinados.
Muitas vezes, as ações dos exércitos cruzados não contribuíam para auxiliar seus poderosos e desconfiados aliados, os cristãos bizantinos. Os bizantinos, duvidando da utilidade cruzada, chegaram a fazer um acordo com Saladino: quando o Imperador Romano-Germânico Frederico Barbarossa marchou com seu enorme exército em direção a Jerusalém, o imperador bizantino prometeu atrasar os cruzados em troca de Saladino não atacar o Império Bizantino. O saque da cidade húngara de Zara e a captura de Constantinopla em 1204 foram fatores importantes na queda de Bizâncio.
A chave para sobreviver contra adversários numerosos era mantê-los divididos. Os Cruzados conseguiram algumas alianças com diferentes facções sarracenas. Na Espanha, os mouros inicialmente poderosos foram muito enfraquecidos por guerras civis e vários estados independentes com pouca ou nenhuma lealdade uns aos outros. Os poucos reinos cristãos no norte da Espanha conseguiram manter-se em pequeno número (e, portanto, principalmente unidos) à medida que conquistavam mais terras.
Reforçar um exército cruzado era algo difícil na melhor das hipóteses. As tropas eram trazidas da Europa, mas muitas vezes sob diferentes líderes, cada qual com seus próprios interesses. A Segunda Cruzada ilustra bem isso, quando um grande exército cruzado falhou em capturar Damasco após um desentendimento entre os comandantes (de diferentes origens) sobre quem governaria a cidade, mesmo antes de esta cair (o que acabou não acontecendo). Como as tropas vinham de tão longe, os líderes cruzados temiam que um conspirasse contra o outro na Europa, algo de que seus equivalentes sarracenos pouco precisavam temer, pois seus territórios já estavam ocupados. Seus temores não eram infundados, como no caso de Ricardo Coração de Leão, cujo meio-irmão tramou contra ele, ou ainda o do austríaco Leopoldo, que prendeu e resgatou Ricardo.
Na Batalha de Hatim, um grande exército cruzado foi destruído ao cair em uma emboscada enquanto buscava uma fonte de água. A falta de conhecimento local resultava de coleta ineficaz de informações.
O alistamento era limitado. À época do Cerco de Jerusalém, havia cerca de 60 000 refugiados tentando fugir, aos quais Saladino concedeu passagem paga. Portanto, ainda que alguns europeus ou cristãos locais pudessem se juntar à multidão e formar potencialmente uma milícia, não era o suficiente. No Cerco de Acre, os cruzados totalizavam 15 000 homens, uma força pequena comparada aos habituais 40 000 a 80 000 soldados que os sarracenos podiam mobilizar. Como resultado, os sarracenos pareciam ter um suprimento quase ilimitado de guerreiros, enquanto os cruzados lutavam para guarnecer suas muralhas durante os estágios finais, no fim do século XIII.
Depois da Primeira Cruzada, muitos dos soldados veteranos que venceram a Batalha de Ascalão partiram, acreditando ter cumprido sua missão. Frequentemente, algumas cruzadas não passavam de simples incursões, como a Quarta Cruzada, o que só agravava a ira dos sarracenos locais, unindo-os no objetivo de expulsar os Cruzados de suas posses.

### Impacto dos exércitos cruzados
Após a Batalha de Manziquerta, os bizantinos sofreram uma derrota esmagadora para os turcos, perdendo muitas terras. O imperador bizantino Aleixo I Comneno pediu mercenários ocidentais para ajudá-lo a combater os turcos. Em resposta, o Papa Urbano II, no Concílio de Clermont, declarou uma peregrinação armada à Terra Santa. A resultante Primeira Cruzada ajudou enormemente Bizâncio, tanto que por volta de 1143, data da morte de João II Comneno, o Império Bizantino estava novamente muito forte, e os Cruzados controlavam uma parte considerável do Levante junto com Jerusalém, que só caiu em 1187.
Formaram-se numerosos Estados Cruzados, a maioria independente das potências europeias, embora o Império Bizantino considerasse os Estados Cruzados seus “protetorados.”
No final do século XIII, as cruzadas deixaram de ser úteis, enfraquecendo mais Bizâncio do que os sarracenos. A expansão naval dos venezianos às custas do Império Bizantino desgastou as relações.

### Cavalaria e infantaria pesada
Inicialmente, a cavalaria pesada cruzada não incluía ordens militares como os Templários. Estas surgiriam após os sucessos da Primeira Cruzada. A maioria da cavalaria pesada era formada por cavaleiros. Entretanto, esses cavaleiros com frequência ficavam sem montarias ao longo da campanha, devido à fome e à falta de forragem para os cavalos. Consequentemente, muitos cavaleiros acabavam lutando a pé ao final da cruzada.
Algumas ordens militares podiam lutar desmontadas. Isso era vantajoso em terrenos difíceis ou muito estreitos para grandes grupos de cavaleiros. Contudo, nas planícies desérticas do Oriente Médio, seria imprudente viajar a pé.
Cavaleiros Templários
Os Cavaleiros Templários foram criados em 1119, quando o rei Balduíno II permitiu que oito cavaleiros fundassem uma nova ordem militar para proteger peregrinos a caminho da Terra Santa. Eles nunca recuavam em batalha e, como resultado, apenas um décimo dos Templários sobrevivia aos combates. A Ordem tinha de gastar grandes somas recrutando novos cavaleiros. Com o tempo, os Templários cresceram até se tornarem uma grande ordem com milhares de membros, embora nem todos fossem cavaleiros pesados – muitos eram escudeiros ou servos. Participaram de quase todas as grandes batalhas da Segunda Cruzada em diante. Posteriormente foram traídos e extintos pela conjunção dos interesses da coroa francesa e do papado. ;Cavaleiros Hospitalários
Os Cavaleiros Hospitalários se estabeleceram como uma ordem militar em 1113. Seu objetivo era proteger peregrinos e, principalmente, montar hospitais e outros serviços de caridade. Em 1005, um hospital cristão foi destruído pelo califa Al Hakim. Foi reconstruído em 1023. Os Hospitalários tiveram de abandonar a Terra Santa, perambulando pelo Mediterrâneo até finalmente se estabelecerem em Malta. Permaneceram uma força importante até serem desmembrados por Napoleão Bonaparte em 1798.
Cavaleiros de Santiago
Embora muitos historiadores vejam a Reconquista na Península Ibérica como uma longa Cruzada, os Cavaleiros de Santiago não participaram de campanhas no Levante. Sua missão, à semelhança de outras ordens militares, era proteger os peregrinos que partiam do norte da Espanha cristã do século XII em direção ao sul islâmico e, então, à Terra Santa.
Cavaleiros Teutônicos
A Ordem dos Cavaleiros Teutônicos foi fundada no final do século XII, depois das cruzadas no Oriente Médio (provavelmente após a Terceira Cruzada). De origem germânica, a Alemanha inicialmente contribuiu com um grande exército de infantaria e cavalaria pesada liderado por Frederico Barbarossa. Após a morte do idoso imperador (e seu suposto embalsamamento), poucos desses cavaleiros chegaram à Terra Santa e lá se estabeleceram, onde controlaram as taxas dos portos nas partes do Levante sob controle cruzado. A maior parte das operações desses cavaleiros, no entanto, voltava-se contra a Prússia e a Comunidade Polaco-Lituana. Os Cavaleiros Teutônicos declinaram em importância após uma derrota esmagadora diante das forças polaco-lituanas em 1410 na Batalha de Tannenberg. Foram finalmente dissolvidos por Napoleão Bonaparte em 1809. Contudo, os descendentes desses cavaleiros formaram a elite do corpo de oficiais prussiano, e o legado da habilidade marcial da ordem pode ser verificado nas guerras napoleônicas e na Guerra Franco-Prussiana.
Infantaria
A doutrina militar medieval típica ditava que a infantaria seria a principal composição de qualquer exército, mas que a cavalaria dominaria o campo de batalha. Isso era certamente verdade nos exércitos Cruzados. Exigia-se grande perícia em equitação e tiro com arco para ser um cavaleiro arqueiro. Os cavaleiros podiam poupar suas forças para o combate, enquanto a infantaria tinha de marchar até a batalha. Essa tarefa árdua na travessia do deserto se tornava ainda mais desgastante quando se considerava o peso das armas, armaduras, suprimentos e a ameaça de se perder em território inimigo. Ambos os lados usavam sua cavalaria para desferir o golpe mais profundo, e em seguida a infantaria era empregada em papéis de apoio, como arqueiros, cobertura dos flancos ou uso de força bruta em combates de atrito e perseguições.

### Estratégia
Apesar de seu tamanho reduzido, os Cruzados eram uma força bastante eficaz. Muitos líderes que comandaram suas próprias cruzadas nacionais, como Ricardo Coração de Leão, usavam apenas os cavaleiros sob sua bandeira. Quando se tratava de um exército cruzado composto por vários contingentes, não havia alternativa senão manter a união, pois os inimigos árabes e turcos que os cercavam facilmente superavam os Cruzados em número. Quando as coisas se invertiam, como com Baibars, os Estados Cruzados caíam um a um.
Um dos objetivos de longo prazo dos Cruzados era a conquista do Egito. Sendo uma província rica e fértil, qualquer custo de invasão seria facilmente compensado por sua receita, ainda que os despojos fossem divididos com o Império Bizantino.
Os Cruzados enfatizavam a velocidade, tentando lançar um movimento inicial ousado antes que o inimigo pudesse concluir o seu. Às vezes, isso funcionava, como na primeira investida a Ascalão, resultando em grande vitória. Em outras, como em Hatim, eles caíram em uma armadilha mortal e foram aniquilados. A distância que um exército podia cobrir em um dia era pequena: essa velocidade cruzada aparecia sobretudo no momento da batalha.
De modo geral, os Cruzados não pareciam ter um plano mais elaborado além de dividir para conquistar, ou atacar o “elo mais fraco” da cadeia, como o Egito. Essas estratégias eram perseguidas o melhor que podiam.

### Guerra de cerco
Os Cruzados não eram especialmente célebres em táticas de cerco. Durante o primeiro cerco de Antioquia, conseguiram tomar a cidade inicialmente por traição. No entanto, usaram também maquinaria de cerco, embora uma tática favorita de qualquer exército medieval europeu fosse simplesmente bloquear a cidade e esperar alguns meses até que os defensores ficassem sem água ou comida. Essa estratégia era ineficaz quando os Cruzados enfrentavam forças maiores, como em Antioquia. Na época da Reconquista portuguesa, uma frota de cruzados ingleses, alemães e franceses ajudou no Cerco de Lisboa, empregando torres de cerco para tomar a cidade.
Contudo, os Cruzados eram renomados por construírem algumas das fortificações mais resistentes, como o Crac dos Cavaleiros, garantindo sua supremacia em uma terra cercada de inimigos, até que seus muros, com pouca guarnição, fossem superados, como ocorreu em Acre, que, apesar de ter dupla muralha, carecia de efetivos suficientes e acabou subjugada.